# San Román (Arceniega)
San Román es un despoblado que actualmente forma parte del concejo de Sojoguti, que está situado en el municipio de Arceniega, en la provincia de Álava, País Vasco (España).

## Historia
Documentado desde 1495, al despoblarse pasó a ser un barrio de Sojoguti.
Actualmente sus tierras son conocidas con el topónimo de San Román.